# Phản xạ định hướng

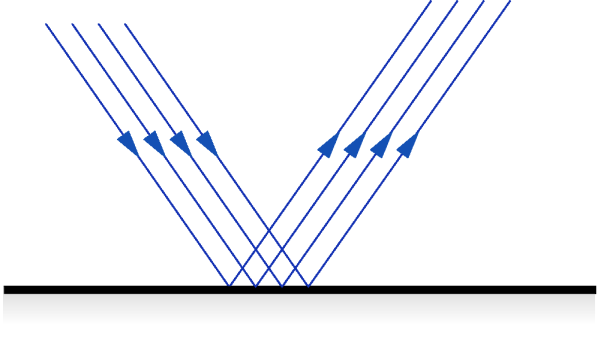
Phản xạ định hướng

Phản xạ định hướng là hiện tượng quang học khi ánh sáng va vào vật cản thì bật ngược trở lại theo chiều xác định. Trong môi trường trong suốt và đồng tính, ánh sáng sẽ ''đi'' theo đường thẳng. Khi phản xạ, ánh sáng cũng đi theo con đường ngắn nhất.

## Ứng dụng
Với cùng một chù sáng như nhau khi chiếu vào các bề mặt phản xạ của các gương khác nhau sẽ cho chùm tia phản xạ khác nhau, ví dụ:
- Chiếu chùm sáng song song lên gương phẳng, thu được chùm tia phản xạ song song
- Chiếu chùm sáng song song lên gương cầu lồi, thu được chùm tia phản xạ phân kì
- Chiếu chùm sáng song song lên gương cầu lõm, thu được chùm tia phản xạ hội tụ

Biết được quy luật phản xạ ánh sáng ta có thể chế tạo ra gương cầu lồi, gương cầu lõm, kính thiên văn,...
Có chuyện kể rằng: ngày xưa, Archimedes đã ghép các gương nhỏ thành một gương cầu lõm lớn để đốt cháy thuyền giặc. Ông làm được như vậy nhờ vào tính chất biến đổi chùm tia tới song song (tia nắng từ mặt trời) thành chùm tia phản xạ hội tụ của gương cầu lõm.
Cũng dựa vào sự biến đổi tia phản xạ của gương cầu lõm, người ta cũng sử dụng nó để nung nóng một vật.

## Cách vẽ tia phản xạ
Định luật phản xạ ánh sáng:
- Tia phản xạ nằm trong mặt phẳng chứa tia tới và đường pháp tuyến của gương ở điểm tới.
- Góc phản xạ bằng góc tới.

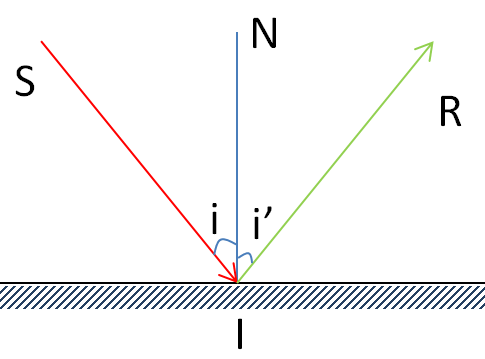
Vẽ tia phản xạ khi có tia tới cho trước.

Dựa vào định luật này, ta có thể vẽ tia phản xạ khi có tia tới (tia tới là tia IS) cho trước:
1. Đầu tiên vẽ một đường thẳng có những gạch nhỏ phía dưới tượng trưng cho gương phẳng (như hình)
2. Vẽ tia pháp tuyến IN vuông góc với gương vừa vẽ
3. Vẽ tia phản xạ IR với điều kiện góc phản xạ (góc i') bằng góc tới (góc i)
4. Vẽ thêm mũi tên chỉ hướng của tia tới, tia phản xạ